# Finanzminister (Finnland)

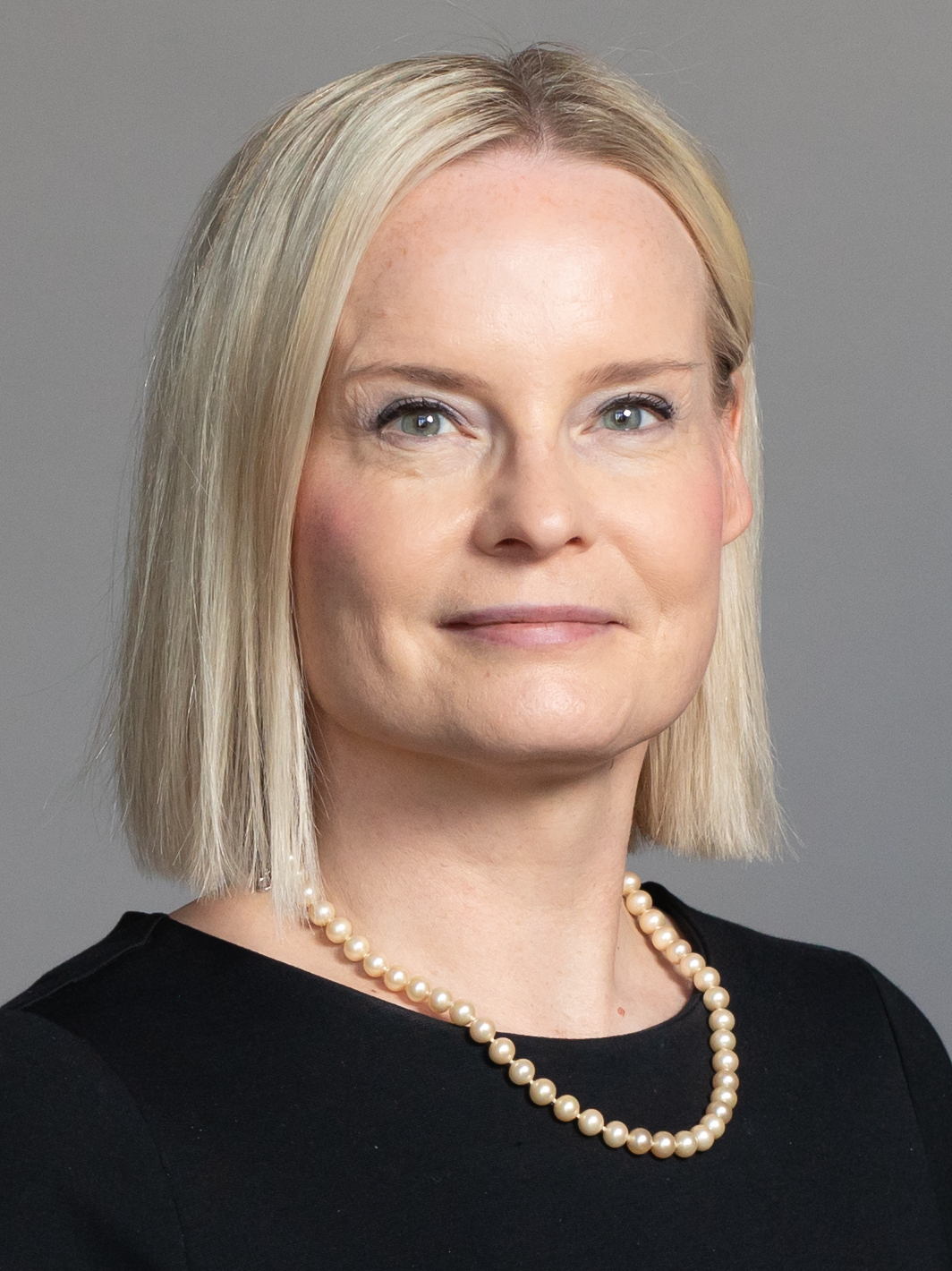
Riikka Purra, amtierende Finanzministerin

Der Finanzminister der Republik Finnland (finnisch: valtiovarainministeri, schwedisch: finansminister) ist Mitglied der finnischen Regierung. Der Finanzminister ist für die Verwaltung der finnischen Finanzpolitik verantwortlich und leitet das Finanzministerium.
Amtierende Finanzministerin ist seit Juni 2023 Riikka Purra im Kabinett Orpo.

## Minister seit 1917
| Name                 | Partei                       | Amtszeit                               | Kabinett                      |
| -------------------- | ---------------------------- | -------------------------------------- | ----------------------------- |
| Juhani Arajärvi      | Finnische Partei             | 27. November 1917 – 27. November 1918  | Svinhufvud I, Paasikivi I     |
| Kaarlo Castrén       | Nationale Fortschrittspartei | 27. November 1918 – 17. April 1919     | Ingman I                      |
| August Ramsay        | Schwedische Volkspartei      | 17. April 1919 – 15. September 1919    | Castrén                       |
| Johannes Lundson     | Nationale Fortschrittspartei | 15. September 1919 – 15. März 1920     | Vennola I                     |
| Jonathan Wartiovaara | Nationale Sammlungspartei    | 15. März 1920 – 9. April 1921          | Erich                         |
| Risto Ryti           | Nationale Fortschrittspartei | 9. April 1921 – 2. Juni 1922           | Vennola II                    |
| Ernst Gråsten        | parteilos                    | 2. Juni 1922 – 14. November 1922       | Cajander I                    |
| Risto Ryti           | Nationale Fortschrittspartei | 14. November 1922 – 18. Januar 1924    | Kallio I                      |
| Hugo Relander        | parteilos                    | 18. Januar 1924 – 31. Mai 1924         | Cajander II                   |
| Yrjö Pulkkinen       | Nationale Sammlungspartei    | 31. Mai 1924 – 31. März 1925           | Ingman II                     |
| Hugo Relander        | parteilos                    | 31. März 1925 – 31. Dezember 1925      | Tulenheimo                    |
| Kyösti Järvinen      | Nationale Sammlungspartei    | 31. Dezember 1925 – 13. Dezember 1926  | Kallio II                     |
| Hannes Ryömä         | Sozialdemokratische Partei   | 13. Dezember 1926 – 17. Dezember 1927  | Tanner                        |
| Juho Niukkanen       | Landbund                     | 17. Dezember 1927 – 22. Dezember 1928  | Sunila I                      |
| Hugo Relander        | parteilos                    | 22. Dezember 1928 – 16. August 1929    | Mantere                       |
| Tyko Reinikka        | Landbund                     | 16. August 1929 – 4. Juli 1930         | Kallio III                    |
| Juho Vennola         | Nationale Fortschrittspartei | 4. Juli 1930 – 21. März 1931           | Svinhufvud II                 |
| Kyösti Järvinen      | Landbund                     | 21. März 1931 – 14. Dezember 1932      | Sunila II                     |
| Hugo Relander        | parteilos                    | 14. Dezember 1932 – 7. Oktober 1936    | Kivimäki                      |
| Juho Niukkanen       | Landbund                     | 7. Oktober 1936 – 12. März 1937        | Kallio IV                     |
| Väinö Tanner         | Sozialdemokratische Partei   | 12. März 1937 – 1. Dezember 1939       | Cajander III                  |
| Mauno Pekkala        | Sozialdemokratische Partei   | 1. Dezember 1939 – 22. Mai 1942        | Ryti I, II, Rangell           |
| Väinö Tanner         | Sozialdemokratische Partei   | 22. Mai 1942 – 8. August 1944          | Rangell, Linkomies            |
| Onni Hiltunen        | Sozialdemokratische Partei   | 8. August 1944 – 17. November 1944     | Hackzell, Castrén             |
| Johan Helo           | Sozialdemokratische Partei   | 17. November 1944 – 17. April 1945     | Paasikivi                     |
| Sakari Tuomioja      | Nationale Fortschrittspartei | 17. April 1945 – 17. Juli 1945         | Paasikivi III                 |
| Ralf Törngren        | Schwedische Volkspartei      | 17. Juli 1945 – 29. Juli 1948          | Paasikivi III, Pekkala        |
| Onni Hiltunen        | Sozialdemokratische Partei   | 29. Juli 1948 – 17. März 1950          | Fagerholm I                   |
| Vieno Sukselainen    | Landbund                     | 17. März 1950 – 17. Januar 1951        | Kekkonen I                    |
| Onni Hiltunen        | Sozialdemokratische Partei   | 17. Januar 1951 – 20. September 1951   | Kekkonen II                   |
| Viljo Rantala        | Sozialdemokratische Partei   | 20. September 1951 – 9. Juli 1953      | Kekkonen III                  |
| Juho Niukkanen       | Landbund                     | 9. Juli 1953 – 17. November 1953       | Kekkonen IV                   |
| Tuure Junnila        | Nationale Sammlungspartei    | 17. November 1953 – 5. Mai 1954        | Tuomioja                      |
| Vieno Sukselainen    | Landbund                     | 5. Mai 1954 – 20. Oktober 1954         | Törngren                      |
| Penna Tervo          | Sozialdemokratische Partei   | 20. Oktober 1954 – 26. Februar 1956    | Kekkonen V                    |
| Aarre Simonen        | Sozialdemokratische Partei   | 26. Februar 1956 – 27. Mai 1957        | Fagerholm II                  |
| Nils Meinander       | Schwedische Volkspartei      | 27. Mai 1957 – 2. Juli 1957            | Sukselainen I                 |
| Martti Miettunen     | Landbund                     | 27. Mai 1957 – 29. November 1957       | Sukselainen I                 |
| Lauri Hietanen       | parteilos                    | 29. November 1957 – 26. April 1958     | von Fieandt                   |
| Ilmo Nurmela         | parteilos                    | 26. April 1958 – 29. August 1958       | Kuuskoski                     |
| Päiviö Hetemäki      | Nationale Sammlungspartei    | 29. August 1958 – 13. Januar 1959      | Fagerholm III                 |
| Wiljam Sarjala       | Landbund                     | 13. Januar 1959 – 13. April 1962       | Sukselainen II, Miettunen I   |
| Osmo Karttunen       | Nationale Sammlungspartei    | 13. April 1962 – 13. Dezember 1963     | Karjalainen I                 |
| Mauno Jussila        | Landbund                     | 13. Dezember 1963 – 18. Dezember 1963  | Karjalainen I                 |
| Esko Rekola          | parteilos                    | 18. Dezember 1963 – 12. Dezember 1964  | Lehto                         |
| Esa Kaitila          | Schwedische Volkspartei      | 12. Dezember 1964 – 27. Mai 1966       | Virolainen                    |
| Mauno Koivisto       | Sozialdemokratische Partei   | 27. Mai 1966 – 31. Dezember 1967       | Paasio I                      |
| Eino Raunio          | Sozialdemokratische Partei   | 31. Dezember 1967 – 14. Mai 1970       | Kabinett Paasio I, Koivisto I |
| Päiviö Hetemäki      | parteilos                    | 14. Mai 1970 – 15. Juli 1970           | Aura I                        |
| Carl Olof Tallgren   | Schwedische Volkspartei      | 15. Juli 1970 – 29. Oktober 1971       | Karjalainen II                |
| Päiviö Hetemäki      | parteilos                    | 29. Oktober 1971 – 23. Februar 1972    | Aura II                       |
| Mauno Koivisto       | Sozialdemokratische Partei   | 23. Februar 1972 – 4. September 1972   | Paasio II                     |
| Johannes Virolainen  | Zentrum                      | 4. September 1972 – 13. Juni 1975      | Sorsa I                       |
| Heikki Tuominen      | parteilos                    | 13. Juni 1975 – 30. November 1975      | Liinamaa                      |
| Paul Paavela         | Sozialdemokratische Partei   | 30. November 1975 – 29. September 1976 | Miettunen II                  |
| Esko Rekola          | parteilos                    | 29. September 1976 – 15. Mai 1977      | Miettunen III                 |
| Paul Paavela         | Sozialdemokratische Partei   | 15. Mai 1977 – 26. Mai 1979            | Sorsa II                      |
| Ahti Pekkala         | Zentrum                      | 26. Mai 1979 – 31. Januar 1986         | Koivisto II, Sorsa III, IV    |
| Esko Ollila          | Zentrum                      | 31. Januar 1986 – 30. April 1987       | IV                            |
| Erkki Liikanen       | Sozialdemokratische Partei   | 30. April 1987 – 28. Februar 1990      | Holkeri                       |
| Matti Louekoski      | Sozialdemokratische Partei   | 28. Februar 1990 – 26. April 1991      | Holkeri                       |
| Iiro Viinanen        | Nationale Sammlungspartei    | 26. April 1991 – 2. Februar 1996       | Aho, Lipponen I               |
| Sauli Niinistö       | Nationale Sammlungspartei    | 2. Februar 1996 – 17. April 2003       | Lipponen I, II                |
| Antti Kalliomäki     | Sozialdemokratische Partei   | 17. April 2003 – 22. September 2005    | Jäätteenmäki, Vanhanen I      |
| Eero Heinäluoma      | Sozialdemokratische Partei   | 22. September 2005 – 19. April 2007    | Vanhanen I                    |
| Jyrki Katainen       | Nationale Sammlungspartei    | 19. April 2007 – 22. Juni 2011         | Vanhanen II, Kiviniemi        |
| Jutta Urpilainen     | Sozialdemokratische Partei   | 22. Juni 2011 – 6. Juni 2014           | Katainen                      |
| Antti Rinne          | Sozialdemokratische Partei   | 6. Juni 2014 – 29. Mai 2015            | Katainen, Stubb               |
| Alexander Stubb      | Nationale Sammlungspartei    | 29. Mai 2015 – 22. Juni 2016           | Sipilä                        |
| Petteri Orpo         | Nationale Sammlungspartei    | 22. Juni 2016 – 6. Juni 2019           | Sipilä                        |
| Mika Lintilä         | Zentrum                      | 6. Juni 2019 – 10. Dezember 2019       | Rinne                         |
| Katri Kulmuni        | Zentrum                      | 10. Dezember 2019 – 9. Juni 2020       | Marin                         |
| Matti Vanhanen       | Zentrum                      | 9. Juni 2020 – 26. Mai 2021            | Marin                         |
| Annika Saarikko      | Zentrum                      | 27. Mai 2021 – 20. Juni 2023           | Marin                         |
| Riikka Purra         | Perussuomalaiset             | 20. Juni 2023 – amtierend              | Orpo                          |